# Mark 36 SRBOC

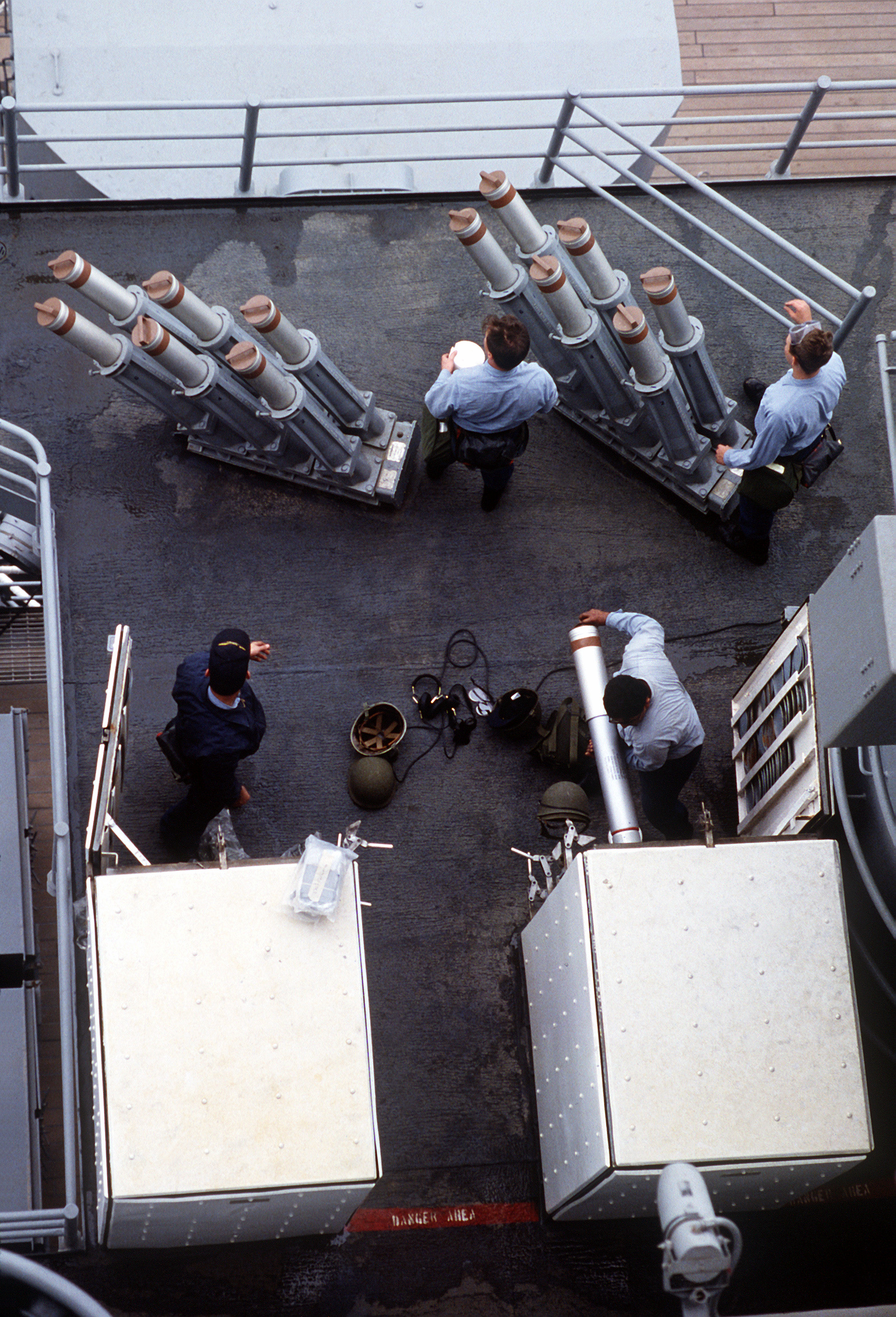
Две пусковые установки Mk 36 Mod 7 SRBOC на борту линкора BB-64 «Висконсин»

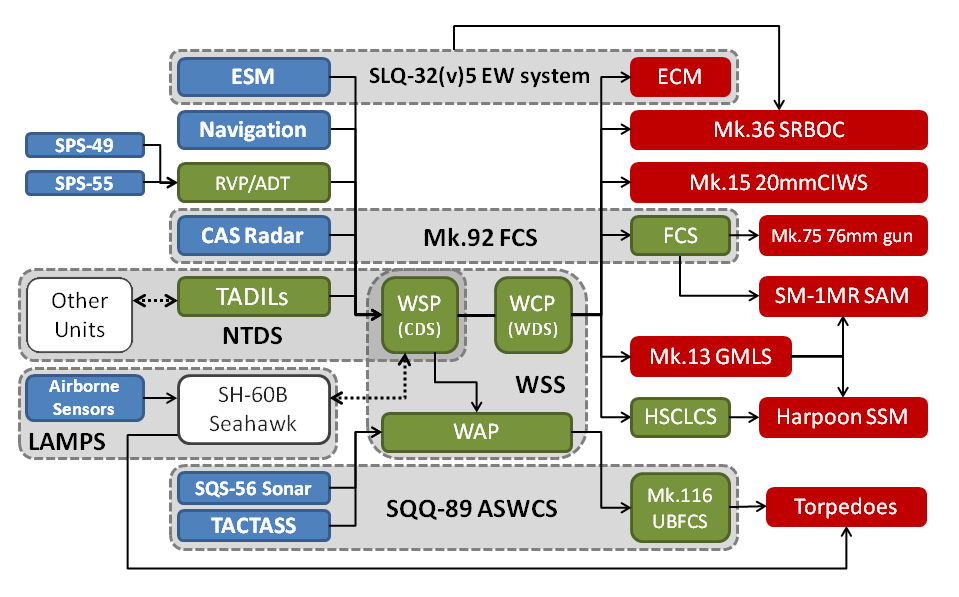
SRBOC управляется системой РЭБ AN/SLQ-32 (схема боевых систем фрегата типа «Оливер Перри»)

Mark 36 SRBOC (англ. Super Rapid Blooming Offboard Chaff, букв. сверхбыстрый выстреливатель за борт дипольных отражателей, произношение — «супер-эрбок») — американская корабельная пусковая установка малого радиуса действия для выстреливания дипольных отражателей и инфракрасных помех с целью защиты от самонаводящихся противокорабельных ракет. Производится компанией BAE Systems.
Система, относящаяся к классу DLS (англ. Decoy Launching System) представляет собой пусковую установку Mk 137 с шестью 130-мм миномётами, установленными к горизонту под углом 45° (4 ствола) или 60° (два ствола), обеспечивая эффективный разброс помех в пространстве.
Сходна по устройству и функциям с системой Seagnat блока НАТО.
Количество пусковых установок на корабле варьирует от 2 (побортно) до 8.
Установка рассчитана на широкий спектр боеприпасов, включая картриджи дипольных отражателей Mk 182 SRBOC, инфракрасные патроны Mk 186 SRBOC Torch и Mk 245 GIANT. Модификация, способная запускать постановщики активных радиопомех Nulka получила отдельный номенклатурный код Mk 53 DLS.

## Состав системы
Система Mk 36, в зависимости от модификации, содержит:
- 2–8 шестиствольных пусковых установок Mk 137 (скорость выброса патрона 75 м/с);
- 2–8 шкафов-локеров Mk 5 с готовым боезапасом (по одному локеру на каждую установку Mk 137). Вместимость локера Mk 5 в зависимости от модификации составляет 20 или 35 патронов. Локеры располагаются в непосредственной близости от пусковых установок, перезарядка установок осуществляется вручную;
- 2–8 блоков питания Mk 160 (по одному блоку на каждую пусковую установку), расположенных в подпалубном пространстве. Блоки питания работают от бортовой однофазной сети 440 В, 60 Гц и выдают на пусковые установки постоянное напряжение 28 B. В случае отсутствия напряжения в бортовой сети способны в течение 5–8 часов выдавать напряжение 24 В от аварийных аккумуляторов.
- Панель управления Mk 164 на ходовом мостике;
- Панель управления Mk 158 в командно-информационном центре;
- Интерфейсный модуль с системой РЭБ AN/SLQ-32.

## Страны
По состоянию на 2010 год Mk 36 SRBOC используется флотами 19 стран мира.
- Саудовская Аравия
- Австралия
- Бельгия
- Бразилия
- Канада
- Чили
- Республика Корея
- Германия
- Япония
- Греция
- Италия
- Норвегия
- Нидерланды
- Португалия
- Великобритания
- Испания
- США
- Турция

## Фото

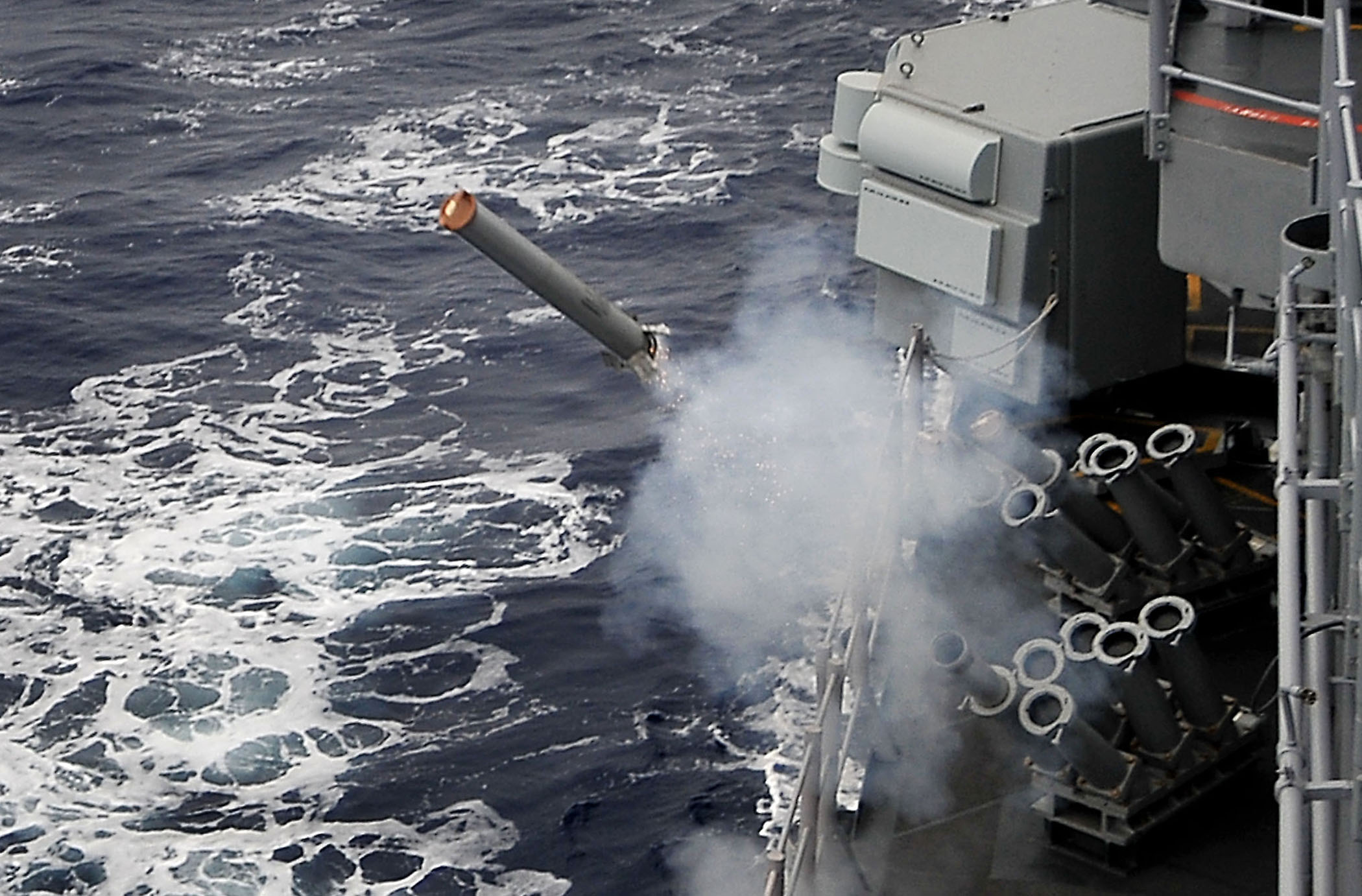
Пуск помех на крейсере CG-57 «Лейк-Чемплейн»
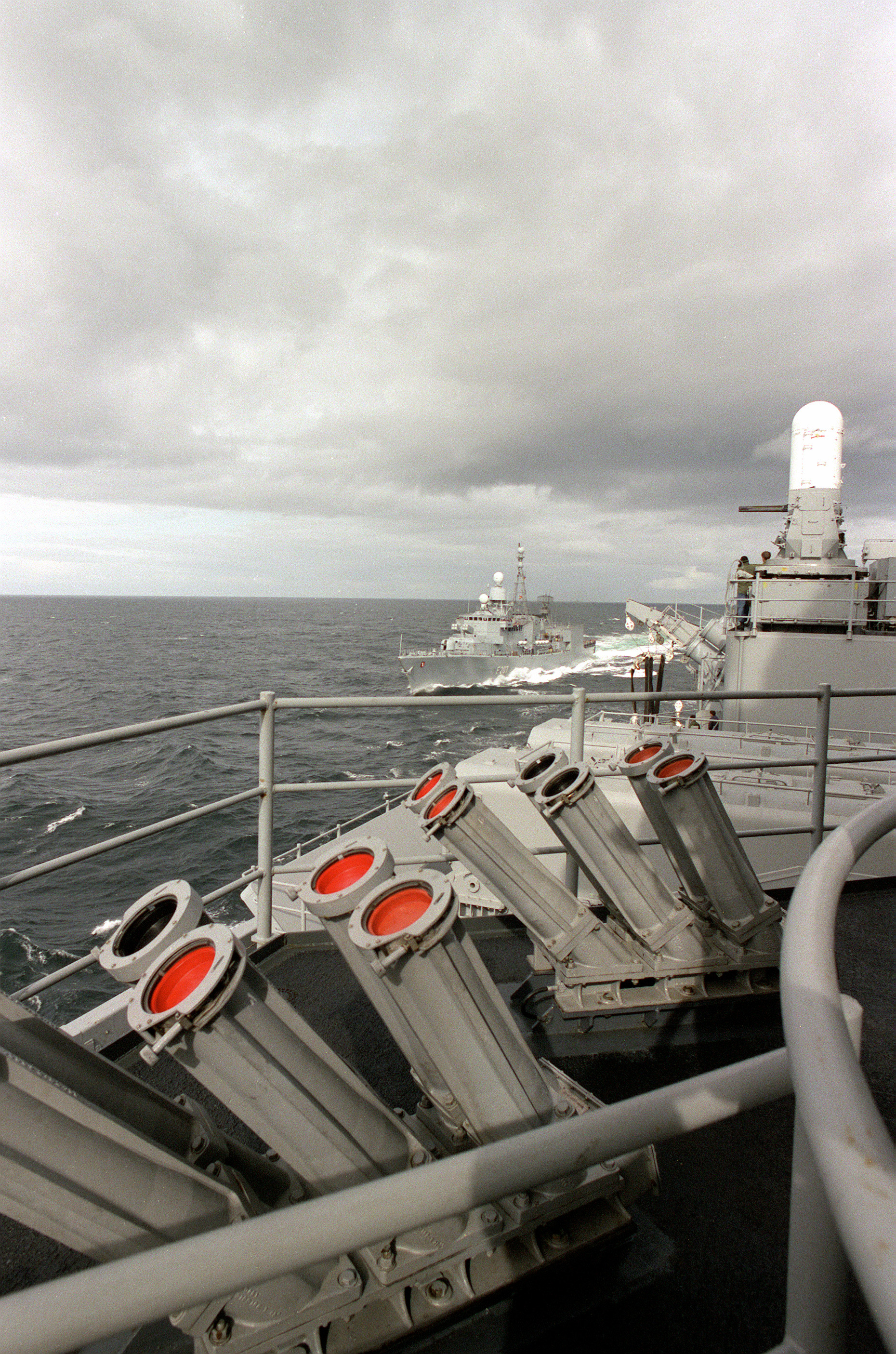
Пусковые установки Mk 137 Mod 2 на линкоре «Айова»